# Cinfães
Cinfães és un municipi portuguès, situat al districte de Viseu, a la regió del Nord i a la Subregió del Tâmega. L'any 2006 tenia 20.774 habitants. Es divideix en 17 freguesies. Limita al nord amb Marco de Canaveses i Baião, a l'est ambr Resende, al sud amb Castro Daire i Arouca i a l'oest amb Castelo de Paiva.

## Població
| Població del concelho de Cinfães (1801 – 2004) | Població del concelho de Cinfães (1801 – 2004) | Població del concelho de Cinfães (1801 – 2004) | Població del concelho de Cinfães (1801 – 2004) | Població del concelho de Cinfães (1801 – 2004) | Població del concelho de Cinfães (1801 – 2004) | Població del concelho de Cinfães (1801 – 2004) | Població del concelho de Cinfães (1801 – 2004) | Població del concelho de Cinfães (1801 – 2004) |
| ---------------------------------------------- | ---------------------------------------------- | ---------------------------------------------- | ---------------------------------------------- | ---------------------------------------------- | ---------------------------------------------- | ---------------------------------------------- | ---------------------------------------------- | ---------------------------------------------- |
| 1801                                           | 1849                                           | 1900                                           | 1930                                           | 1960                                           | 1981                                           | 1991                                           | 2001                                           | 2004                                           |
| 2687                                           | 7125                                           | 25631                                          | 30080                                          | 29757                                          | 25619                                          | 23489                                          | 22424                                          | 21318                                          |

## Fregesies
- Alhões
- Bustelo
- Cinfães
- Espadanedo
- Ferreiros de Tendais
- Fornelos
- Gralheira
- Moimenta
- Nespereira
- Oliveira do Douro
- Ramires
- Santiago de Piães
- São Cristóvão de Nogueira
- Souselo
- Tarouquela
- Tendais
- Travanca